# Veli Kavlak
Veli Kavlak (født 3. november 1988 i Wien) er en østrigsk fodboldspiller, der spiller som midtbanespiller i Süperlig-klubben Beşiktaş i Tyrkiet. Han har spillet for klubben siden 2011, hvor han kom til fra Rapid Wien. Han har vundet to østrigske mesterskaber med Rapid, i henholdsvis 2005 og 2008.

## Landshold
Kavlak har (pr. juli 2014) spillet 30 kampe og scoret ét mål for det østrigske landshold, som han debuterede for den 24. marts 2007 i en venskabskamp mod Ghana.

## Titler
Østrigs Bundesliga
- 2005 og 2008 med Rapid Wien